# Hochwald (Waldbröl)
Hochwald ist eine Ortschaft in der Stadt Waldbröl im Oberbergischen Kreis im südlichen Nordrhein-Westfalen (Deutschland) innerhalb des Regierungsbezirks Köln.

## Lage und Beschreibung
Der Ort liegt 4,8 Kilometer südöstlich des Stadtzentrums von Waldbröl.

## Geschichte

### Erstnennung
1555  wurde der Ort das erste Mal urkundlich erwähnt und zwar "Johan vom Hoewalt."
Die Schreibweise der Erstnennung war Hoewalt.

## Freizeit

### Vereinswesen
- SSV Hochwald

### Wander- und Radwege
Der Wanderweg A3 führt durch Hochwald, von Vierbuchermühle kommend.

## Bus- und Bahnverbindungen

### Linienbus
Haltestelle: Hochwald
- 343 Waldbröl, Windeck-Rosbach/Schladern  (OVAG)